# 三宅原寄居蟹
三宅原寄居蟹（学名：Propagurus miyakei）为寄居蟹科原寄居蟹屬下的一个种。